# رابرت پلنت
رابرت آنتونی پلَنْت (انگلیسی: Robert Anthony Plant؛ زادهٔ ۲۰ اوت ۱۹۴۸) خواننده و ترانه‌نویس انگلیسی است که بیشتر به خاطر ایفای نقش در گروه لد زپلین شهرت دارد. او به خاطر خلق صدایی نو در موسیقی راک در اواخر دهه ۱۹۶۰ میلادی که به الگویی برای خوانندگان راک و متال تبدیل شد بارها عنوان مهم‌ترین خواننده راک تاریخ را دریافت کرده است. رابرت پلنت بعد از فروپاشی لد زپلین آثار شخصی بسیار موفقی نیز در کارنامه خود دارد، آلبوم شخصی او با عنوان Raising Sand که در سال ۲۰۰۷ با همکاری آلیسون کراس منتشر شد، برنده بهترین آلبوم سال جایزه گرمی شد. در نظر سنجی نشریه رولینگ استون او به عنوان برترین خواننده تاریخ گروه‌های راک مقام اول را به دست آورد. همچنین در لیست صد نفره بهترین خوانندگان هوی متال هیت پارادر، نام پلنت در مکان اول قرار گرفت. همچنین از دید کارشناسان نشریه Metal Edge، پلنت در مقام اول ۵۰ خواننده برتر تاریخ متال قرار گرفت.
خوانندگان بزرگ راک و متال نظیر راب هالفورد، فردی مرکوری و اکسل رز تحت تأثیر پلنت بوده‌اند.
در ۱۲ ژانویهٔ ۲۰۰۳ رابرت پلنت به همراه بقیهٔ اعضای لد زپلین به تالار مشاهیر راک اند رول راه یافتند. همچنین آن‌ها در سال ۲۰۱۲ مهم‌ترین افتخار فرهنگی آمریکا یعنی جایزه مرکز کندی را دریافت کردند.

## پیشینه
رابرت پلنت در بیستم اوت ۱۹۴۸ در وست‌برمویچ انگلستان متولد شد ولی زندگی او در کودکی در شهر هیلسون سپری شد. علاقه او به خوانندگی از کودکی در او نمایان بود. او دربارهٔ آن دوران چنین گفته است:
«زمانی که کودک بودم، به هنگام کریسمس در پشت پرده خانه مخفی می‌شدم و سعی می‌کردم ادای الویس را در بیاورم. آن پرده و پنجره فرانسوی تصاویری است که من از ده سالگی خود به یاد دارم؛ و من همیشه می‌خواستم دقیقاً همان نقش را بازی کنم.»
در نوجوانی او مدرسه کینگ ادوارد در استربریدج را ترک گفت در حالیکه اشتیاق زیادی به موسیقی بلوز داشت.

## زندگی شخصی
رابرت پلنت و مائورن ویلسون در تاریخ ۹ نوامبر ۱۹۶۸ ازدواج کردند که حاصل این ازدواج ۳ فرزند است.
در سال ۱۹۷۷، در طی تور Led Zeppelin در ایالات متحده آمریکا، پسر پنج ساله او، کاراک فوت کرد. آهنگ " All My Love " که توسط جونز نوشته شده است، ادای احترام به اوست.

## میراث
رابرت پلنت تحت تأثیر سبک بسیاری از مشاهیر زمان خوداز جمله گدلی، آن وییلسون، سمی هگار کار خود را شروع کرد و بعدها خواننده‌هایی مانند جف باکلی و جک وایت سبک اجرای او را تقلید کردند. فردی مرکوری خواننده گروه کوئین و اکسل رز خوانندهٔ گروه گانز ان روزز نیز تحت تأثیر پلنت قرار گرفتند.